# Vibrissea pfisteri
Vibrissea pfisteri är en svampart som beskrevs av Iturr. & Korf 1997. Vibrissea pfisteri ingår i släktet Vibrissea och familjen Vibrisseaceae.   Inga underarter finns listade i Catalogue of Life.